# Asura bizonoides
Asura bizonoides är en fjärilsart som beskrevs av Walker 1862. Asura bizonoides ingår i släktet Asura och familjen björnspinnare. Inga underarter finns listade i Catalogue of Life.